# Spilosoma ninyas
Spilosoma ninyas là một loài bướm đêm thuộc phân họ Arctiinae, họ Erebidae.